# الغزو الياباني المقترح لأستراليا خلال الحرب العالمية الثانية

انه قادم إلى الجنوب. إنه قتال العمل أو الهلاك

في أوائل العام 1942 اقترحت عناصر من البحرية اليابانية الإمبراطورية غزو البر الأسترالي. قوبل هذا المقترح بمعارضة من قبل الجيش الإمبراطوري الياباني ورئيس الوزراء هيديكي توجو الذي اعتبر الغزو أمرًا غير ممكن نظرًا إلى جغرافيا أستراليا وقوة دفاعات التحالف. وعوضًا عن ذلك، تبنى الجيش الياباني إستراتيجية عزل البر الأسترالي عن الولايات المتحدة عن طريق التقدم عبر المحيط الهادئ. جرى التخلي عن هذا الهجوم في أعقاب معركة بحر المرجان ومعركة ميدواي في مايو ويونيو من عام 1942، وكل العمليات اليابانية اللاحقة في أراضي أستراليا كانت قد نُفذت بهدف إبطاء تقدم قوات الحلفاء.
كل ذلك كان على الرغم من المعارك الكبرى بما فيها معركة خليج ميلن التي تكبد اليابانيون فيها أولى هزائمهم في المعارك البرية على يدي كتيبة أسترالية وحملة كوكودا حيث منع الأستراليون اليابانيين من الوصول إلى مرفأ مورسبي على الأراضي الأسترالية لبابوا غينيا الجديدة أواخر العام 1942. تعرضت بلدتا داروين وبروم لغارات جوية مرات عديدة وتنبّه الأمريكيون والأستراليون جراء تعرض ميناء سيدني أيضًا لهجمات من قبل غواصتين صغيرتين إلى أن اليابانيين كانوا يعدون الغزو احتمالًا واردًا بشدة. وفّر احتمال غزو ياباني الدعم أيضًا للتخطيط الاستراتيجي لخط بيزبين.
يذكر الرئيس السابق لنصب الحرب الأسترالية المؤرخ الدكتور بيتر ستانلي أن الجيش «الياباني استبعد الفكرة على أنها محض هراء» بعد أن كان على دراية بأن القوات التي أرسلت جنوبًا ستضعف اليابان في الصين وفي منشوريا في وجه التهديد السوفييتي. لم يكتفّ الجيش الياباني بإدانة الخطة، بل استنكرها أيضًا رئيس الأركان البحرية العامة بعد عجزه عن تأمين المليون طن من الشحن التي كان الغزو سيستهلكها.
في أستراليا، كانت الحكومة والجيش والشعب في حالة تأهب قصوى بعد سقوط سنغافورة في فبراير من عام 1942 تحسبًا لغزو ياباني محتمل. بالرغم من أن اليابان لم تخطط قط لغزو أستراليا، أفضى الخوف السائد إلى توسع في جيش أستراليا والاقتصاد الحربي وكذلك أيضًا علاقات أقوى مع الولايات المتحدة الأمريكية.

## المقترحات اليابانية

### الجدل بين الجيش والبحرية
أسفر نجاح اليابان في الشهور الأولى من حرب المحيط الهادئ إلى اقتراح عناصر من البحرية اليابانية الإمبراطورية غزو أستراليا. في ديسمبر من عام 1941 اقترحت البحرية أن يشمل ذلك غزو أستراليا الشمالية كواحد من أهداف «المرحلة الثانية» للحرب بعد غزو جنوب شرق آسيا. استُبعد هذا الاقتراح بشدة من قبل الكابتن ساداتوشي توميوكا، قائد قسم التخطيط في القيادة العليا استنادًا إلى أنه كان مرجحًا أن تستخدم الولايات المتحدة أستراليا كقاعدة لشن هجوم مضاد في أوقيانوسيا. حاججت القيادة العامة أنه يمكن تنفيذ هذا الغزو عبر قوة برية صغيرة نظرًا إلى أن هذه المنطقة من أستراليا كانت خفيفة التحصينات ومنعزلة عن المراكز السكانية الرئيسية في أستراليا. لم يكن هناك دعم عام لهذا الاقتراح ضمن البحرية، وبالرغم من ذلك، عارض إيسوروكو ياماموتو، قائد الأسطول المشترك، هذا الاقتراح على الدوام.
عارض الجيش اقتراح البحرية بأنه غير عملي. انصب تركيز الجيش على الدفاع على الحدود الخارجية للأراضي التي غزتها اليابان، وكان الجيش يعتقد أن غزو أستراليا سيزيد من امتداد خطوط الدفاع. بالإضافة إلى ذلك، لم يكن الجيش راغبًا في تسريح عدد كبير من القوات التي كان يرى أنه ثمة حاجة لها لعملية من جيش كوانتونغ في منشوريا إذ كان يخشى من دخول الاتحاد السوفييتي حرب المحيط الهادئ وأراد أيضًا أن يحتفظ بخيار غزو اليابان لسيبيريا.

عارض رئيس الوزراء هيديكي توجو أيضًا وبصورة دائمة غزو أستراليا. بدلًا من ذلك، فضّل توجو سياسة إرغام أستراليا على الخضوع عن طريق قطع خطوط اتصالها مع الولايات المتحدة الأمريكية. في مقابلته الأخيرة قبل إعدامه لارتكابه جرائم حرب قال توجو: 
لم نمتلك قط ما يكفي من القوات ل]غزو أستراليا[. لقد كنا قد نشرنا خطوط اتصالنا بعيدًا. لم يكن لدينا القوة المسلحة أو مرافق الإمداد لإحداث توسع مذهل كهذا لقواتنا الشديدة الإرهاق مسبقًا والمحدودة الانتشار. توقعنا أن نحتل كامل غينيا الجديدة، وأن نحتفظ براباول كمنطقة تأهب وأن نشن غارات جوية على شمال أستراليا. أما غزو بري حقيقي، فلم نفكر فيه قط.
في خطب أمام برلمان اليابان في 12 يناير و16 فبراير 1942، ادعى توجو أن السياسة اليابانية كانت تهدف إلى «اجتثاث المستعمرات البريطانية في هونغ كونغ وفي شبه جزيرة ملايو إذ كانت هذه المستعمرات 'قواعد شريرة استخدمت ضد آسيا الشرقية'، وتحويل هذه الأماكن إلى معاقل للدفاع عن آسيا الشرقية الكبرى. وستحصل بورما والفيلبين على الاستقلال في حال تعاونهما مع اليابان، ستسحق الهند الشرقية الهولندية وأستراليا في حال مقاومتهما، ولكن إن أدركوا نوايا اليابان الحقيقية فسيتلقون المساعدة التي ستزيد من رفاهيتهم وتطورهم».
اختلفت إلى حد كبير حسابات الجيش والبحرية للعدد المطلوب من القوات لغزو أستراليا وشكلت موضوعًا رئيسيًا للنقاش. في ديسمبر من عام 1941 أشارت حسابات الجيش أن قوة من ثلاث فرق (بين 45 ألف و60 ألف جندي) ستكون كافية لتأمين المناطق الساحلية الشمالية الغربية والشمالية الشرقية من أستراليا. بالمقابل، أشارت حسابات الجيش أن القوة المطلوبة ستكون عشر فرق على الأقل (بين 150 ألف و250 جندي). قدّر مخططو الجيش أن نقل هذه القوة من أستراليا سيتطلب 1.5 إلى 2 مليون طن شحن، الأمر الذي كان سيستوجب تأجيل عودة السفن التجارية المصادرة. قوة الغزو هذه كانت لتكون أكبر من كامل القوة التي استخدمت لغزو جنوب شرق آسيا. رفض الجيش أيضًا اقتراح البحرية بأن يقتصر غزو أستراليا على تأمين المقاطعات الواقعة شمال البلاد بأنه غير واقعي نظرًا إلى الهجمات المضادة المرجحة لقوات التحالف ضد هذه المواقع. وبالنظر إلى خبرتها في الصين اعتقد الجيش أن أي غزو لأستراليا كان سيشتمل على محاولة لغزو كامل القارة الأسترالية، الأمر الذي كان خارج قدرات اليابان.

نوقشت إمكانية غزو أستراليا من قبل الجيش والبحرية اليابانيين مرات عديدة في فبراير من عام 1942. في 6 فبراير اقترحت وزارة البحرية رسميًا خطة تتعرض فيها أستراليا الشرقية لغزو في الوقت نفسه الذي ستستولي فيه قوات يابانية أخرى على فيجي وساموا وكاليدونيا الجديدة، ورُفض هذا المقترح مجددًا من قبل الجيِش. في 14 فبراير، في اليوم الذي سبق سقوط سنغافورة، ناقشت قطاعات الجيش والبحرية من القيادة العامة الإمبراطورية مجددًا غزو أستراليا وحاجج الكابتن توميوكا خلال هذه المناقشة أنه سيكون من الممكن أخذ أستراليا ب«قوة رمزية». اعتُبر هذا التصريح في اليوميات السرية للقيادة العامة الإمبراطورية على أنه «كثير من الهراء». الجنرال تومويوكي ياماشيتا: 
تحدث أنه بعد أخذه لسنغافورة، أراد مناقشة خطة مع توجو لغزو أستراليا. رفض توجو الخطة، مختلقًا الأعذار حول خطوط الإمداد الطويلة، التي ستكون عرضة للأخطار وهجمات الأعداء. 
سوّي الخلاف بين الجيش والبحرية في أواخر فبراير مع قرار بعزل أستراليا بدلًا من غزوها. احتفظ الجيش بوجهة نظره أن غزو أستراليا كان أمرًا غير عملي، إلا أنه وافق على توسيع الحدود الخارجية الاستراتيجية لليابان وعزل أستراليا عن الولايات المتحدة عبر غزو فيجي وساموا وكاليدونيا الجديدة في ما سُمي العملية إف إس.